# Rallye Sanremo 1986
Le Rallye Sanremo 1986 (28. Rallye San Remo), disputé du 13 au 17 octobre 1986, est la cent-cinquante-huitième manche du championnat du monde des rallyes (WRC) courue depuis 1973, et la onzième manche du championnat du monde des rallyes 1986. C'est également la septième manche du championnat national italien. Après décision du comité exécutif de la Fédération internationale du sport automobile le 18 décembre 1986, les résultats de l'épreuve n'ont pas été pris en compte pour le classement final de ces championnats.

## Contexte avant la course

### Le championnat du monde

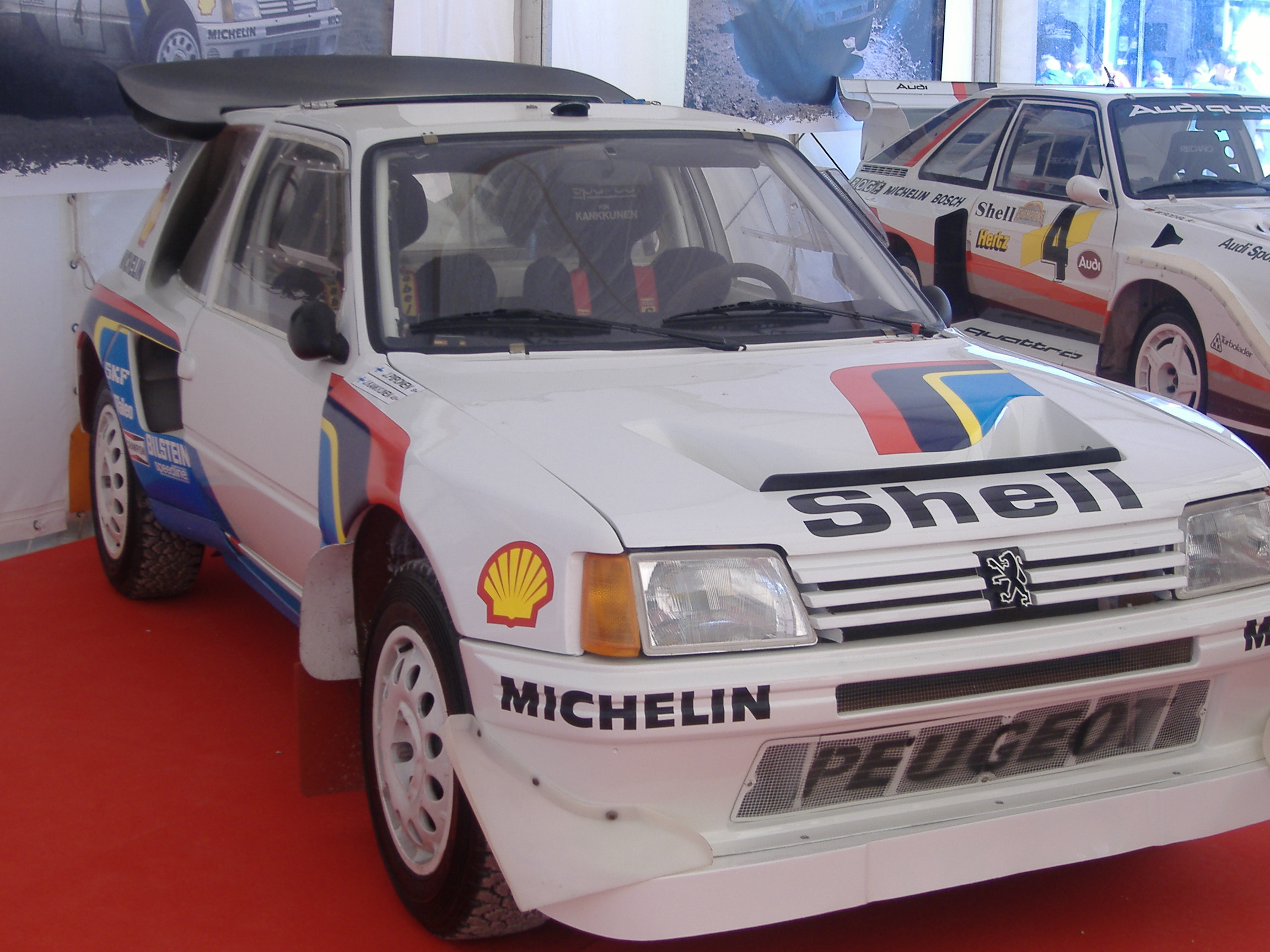
Victorieuse à cinq reprises cette saison, la 205 Turbo 16 a d'ores et déjà assuré un deuxième titre constructeurs à Peugeot.

Ayant succédé en 1973 au championnat international des marques (en vigueur de 1970 à 1972), le championnat du monde des rallyes comprend généralement une douzaine manches, comprenant les plus célèbres épreuves routières internationales, telles le Rallye Monte-Carlo, le Safari ou le RAC Rally. Depuis 1979, le championnat des constructeurs a été doublé d'un championnat pilotes, ce dernier remplaçant l'éphémère Coupe des conducteurs, organisée à seulement deux reprises en 1977 et 1978. Le calendrier 1986 intègre treize manches pour l'attribution du titre de champion du monde des pilotes mais seulement onze sélectives pour le championnat des marques (le Rallye de Côte d'Ivoire et le Rallye Olympus en étant exclus). Les épreuves sont réservées aux catégories suivantes :
- Groupe N : voitures de grande production de série, ayant au minimum quatre places, fabriquées à au moins 5000 exemplaires en douze mois consécutifs ; modifications très limitées par rapport au modèle de série (bougies, amortisseurs).
- Groupe A : voitures de tourisme de grande production, fabriquées à au moins 5000 exemplaires en douze mois consécutifs, avec possibilité de modifications des pièces d'origine ; poids minimum fonction de la cylindrée.
- Groupe B : voitures de grand tourisme, fabriquées à au moins 200 exemplaires en douze mois consécutifs, avec possibilité de modifications des pièces d'origine (extension d'homologation portant sur 5% de la production[2]).

Marquée par une série d'accidents graves ayant amené la Fédération internationale du sport automobile à exclure les voitures du groupe B du championnat du monde à compter du 1er janvier 1987, la saison 1986 a permis à Peugeot de remporter un deuxième titre consécutif, le constructeur français ayant été sacré à l'issue du Rallye des 1000 lacs où la 205 Turbo 16 avait remporté sa cinquième victoire de l'année. Alors que trois manches restent à disputer pour désigner le champion du monde des conducteurs, Juha Kankkunen, un des piliers de l'équipe Peugeot Talbot Sport, a les faveurs des pronostics, le Finlandais comptant vingt-deux points d'avance sur son compatriote Markku Alén, le mieux placé des pilotes de la Scuderia Lancia.

### L'épreuve
Les deux premières éditions du Rallye Sanremo, en 1928 et 1929, eurent peu de succès et ce n'est que sous l'impulsion de Ghino Longo et du professeur Specogna, alors présidents d'Automobile Clubs locaux, que l'épreuve, rebaptisée Rally dei Fiori réapparut en 1961 sous la forme d'une épreuve de régularité disputée sur route ouverte. Les années suivantes, le parcours, tracé dans la Riviera italienne, devint plus sélectif et en 1964 l'épreuve intégra le championnat d'Europe. Rebaptisée Rallye Sanremo à partir de 1968, elle a ensuite adopté la formule du classement scratch (avec secteurs chronométrés sur routes fermées) et fait partie du championnat du monde depuis sa création en 1973. S'étant imposée à douze reprises entre 1962 et 1983, la firme Lancia y détient le record de victoires.

## Le parcours
- départ : 13 octobre 1986 de San Remo
- arrivée : 17 octobre 1986 à San Remo

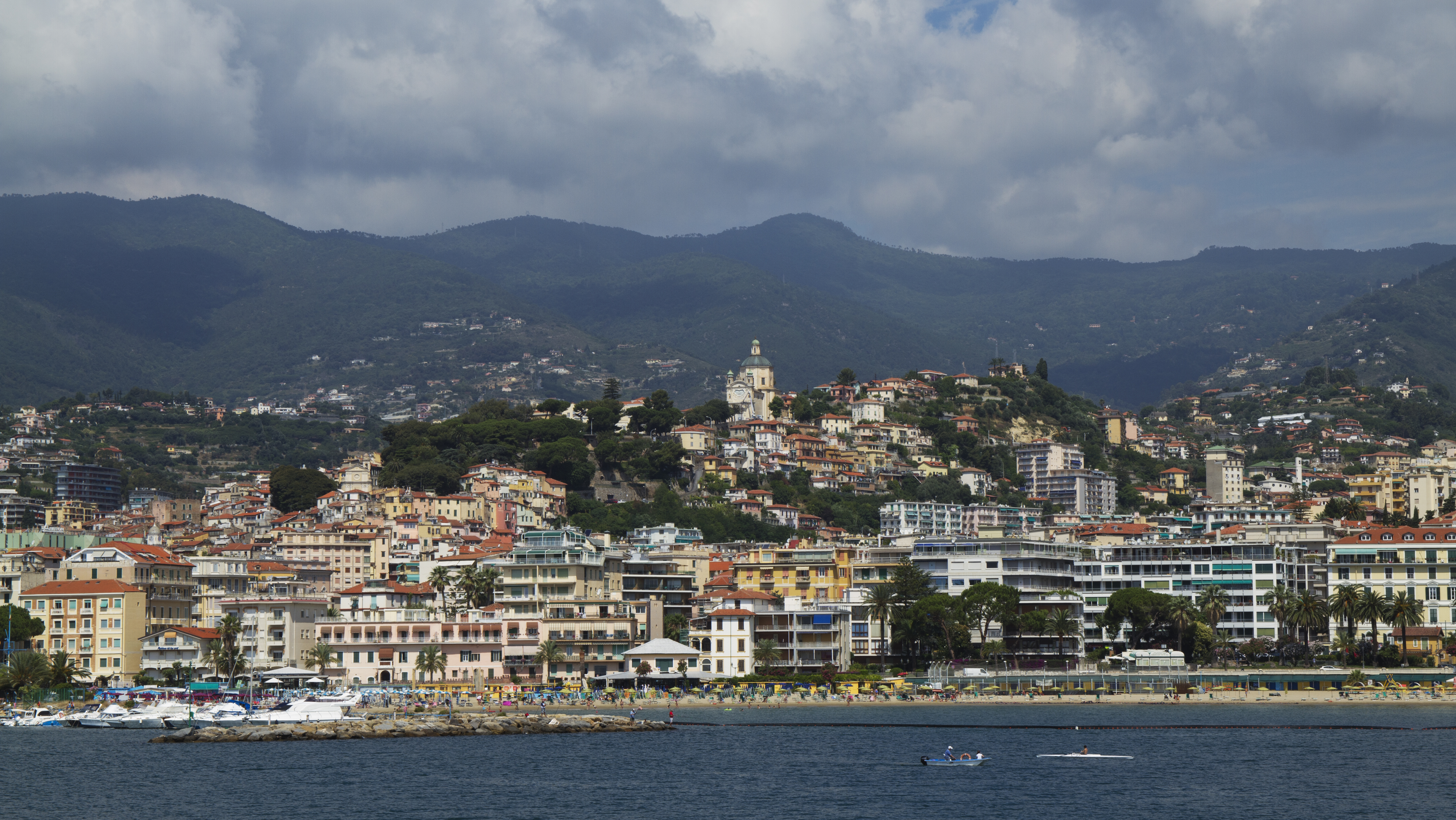
San Remo, ville départ et arrivée du rallye.

- distance : 2148,69 km, dont 510,15 km sur 39 épreuves spéciales (41 épreuves initialement prévues[Note 2], pour un total de 532,60 km chronométrés)
- surface : asphalte (53%) et terre (47%)
- Parcours divisé en quatre étapes[4]

### Première étape
- San Remo - Borgomaro - Ponsacco - Volterra - Tirrenia, le 13 octobre
- distance : 618,32 km dont 99,09 sur 7 épreuves spéciales, 4 sur asphalte et 3 sur terre (8 épreuves initialement prévues, pour un total de 111,39 km chronométrés)

### Deuxième étape
- Tirrenia - Casole d'Elsa - Buonconvento - Sienne - Casole d'Elsa - Buonconvento - Sienne, le 14 octobre
- distance : 577,84 km dont 153,89 sur 16 épreuves spéciales, sur terre (17 épreuves initialement prévues, pour un total de 164,04 km chronométrés)

### Troisième étape
- Sienne - Pise - San Remo, le 15 octobre
- distance : 572,81 km dont 104,72 sur 7 épreuves spéciales, 4 sur terre et 3 sur asphalte

### Quatrième étape
- San Remo - Borgomaro - San Remo, du 16 au 17 octobre
- distance : 379,72 km dont 152,45 sur 9 épreuves spéciales, sur asphalte

## Les forces en présence
- Peugeot

Peugeot Talbot Sport a engagé trois 205 Turbo 16 Évolution 2 groupe B à transmission intégrale pour Timo Salonen, Juha Kankkunen et Bruno Saby ; Peugeot Italie engage un modèle identique pour Andrea Zanussi, un des principaux acteurs du championnat national italien. Équipées d'un moteur quatre cylindres de 1775 cm3 placé en position centrale arrière et d'une boîte de vitesses à six rapports, associée à une transmission intégrale permanente, les 205 T16 pèsent moins de 950 kg. L'alimentation est assurée par un système d'injection électronique Bosch associé à un turbocompresseur Garrett, générant une puissance maximale de l'ordre de 450 chevaux à 7500 tr/min pour une pression de suralimentation de 3 bars (la puissance pouvant toutefois atteindre 500 chevaux en jouant sur le tarage du turbo). Elles sont chaussées de pneus Michelin.
- Lancia

La Scuderia Lancia aligne deux Delta S4 groupe B pour Markku Alén et Massimo Biasion. Ils seront épaulés par Dario Cerrato, qui dispose d'un modèle identique sous la bannière du Jolly Club. Prenant également le départ sur une Delta S4, Fabrizio Tabaton ne disputera qu'une partie de la première étape, pour les besoins d'un film. Ces voitures ont une architecture similaire à celle des 205 Turbo 16. Leur moteur quatre cylindres de 1759 cm3 à injection électronique Magneti Marelli a cependant la particularité de disposer d'un double système de suralimentation, un compresseur volumétrique à lobes Abarth étant associé à un turbocompresseur KKK, offrant ainsi une plage d'utilisation optimale. Avec une pression de turbo de 2,65 bars, la puissance maximale ressort à 450 chevaux à 8000 tr/min. Les Lancia utilisent une boîte cinq vitesses et des pneus Pirelli.
- MG

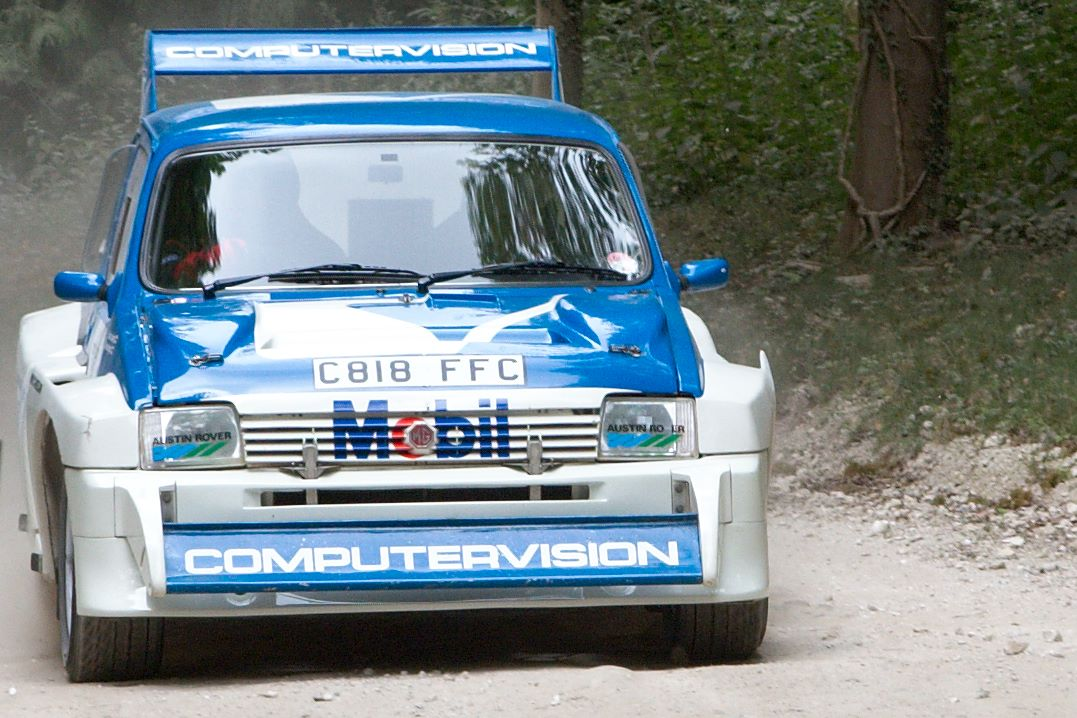
Trois MG Metro 6R4 groupe B seront au départ.

Le groupe Austin Rover a préparé trois MG Metro 6R4 groupe B pour Tony Pond, Malcolm Wilson et Marc Duez. Très compactes (3,65 mètres de long), elles sont motorisées par un V6 atmosphérique de 2991 cm3, en position centrale arrière ; alimenté par injection électronique Lucas, il développe 410 chevaux à 8500 tr/min. La transmission intégrale permanente a une répartition fixe (un tiers à l'avant, deux tiers à l'arrière). Pesant une tonne, elles disposent d'une boîte cinq vitesses et sont chaussées de pneus Michelin.
- Volkswagen

Concourant pour titre de le champion du monde du groupe A, Kenneth Eriksson dispose une nouvelle fois de la Golf GTI 16V préparée par Volkswagen Motorsport. Cette traction est motorisée par un quatre cylindres de 1781 cm3 à seize soupapes, alimenté par injection mécanique Bosch, la puissance disponible étant de 195 chevaux à 7200 tr/min. Elle est équipée de pneus Pirelli.
- Renault

Renault Sport a engagé une 11 Turbo groupe A (traction, moteur 1,4 litres, turbocompresseur Garrett, 180 chevaux) pour Jean Ragnotti. Le pilote français utilise des pneus Michelin.
- Fiat

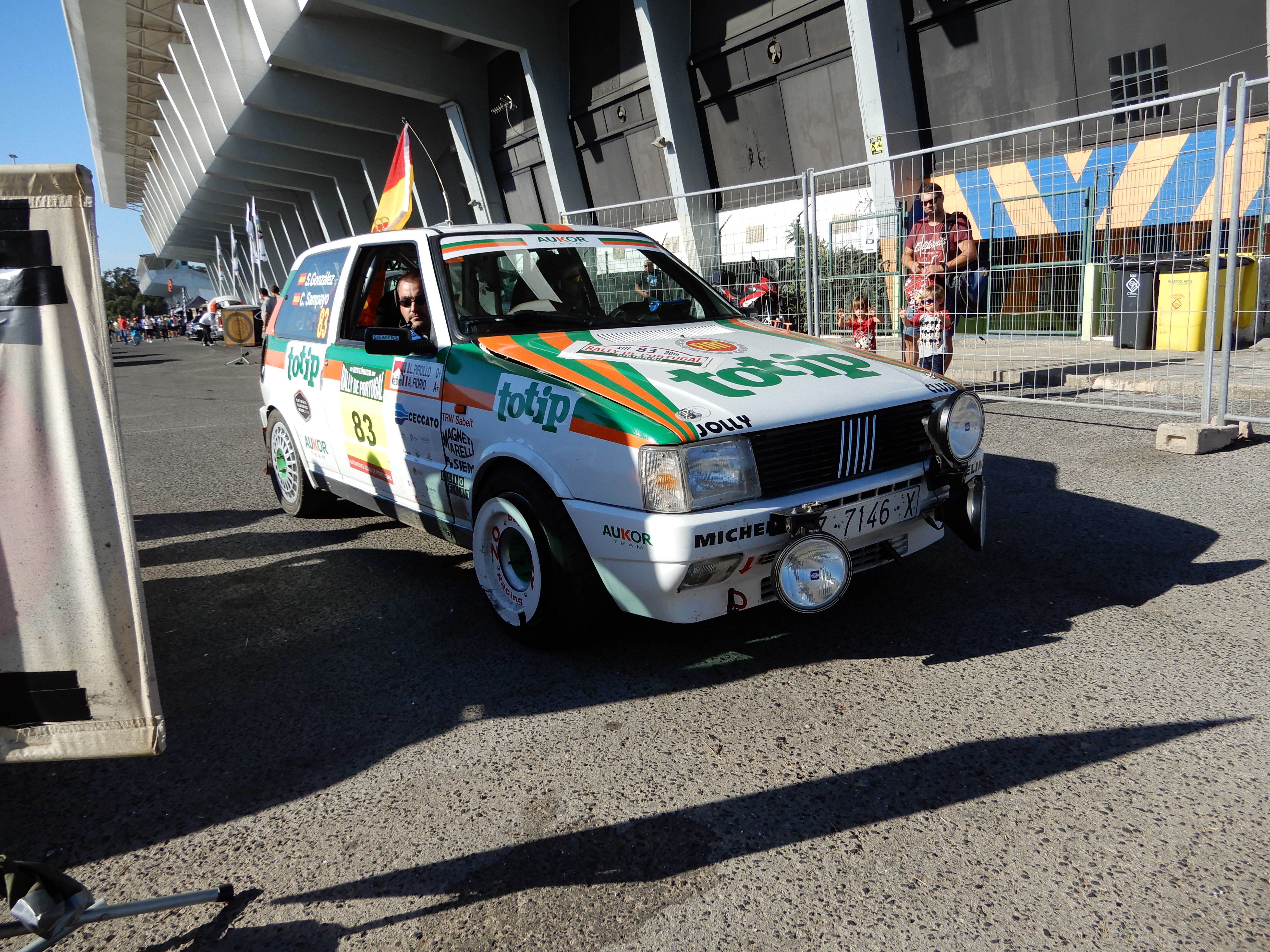
Une des Fiat Uno Turbo groupe A du Jolly Club.

Le Jolly Club aligne trois Fiat Uno Turbo groupe A pour Giovanni del Zoppo, Michele Rayneri et Alessandro Fiorio. Présent (tout comme Tabaton) pour les besoins d'un film, Mauro Pregliasco prendra le départ sur un modèle identique mais ne disputera que les quatre premières épreuves spéciales. Ces petites tractions de 885 kg ont un moteur quatre cylindres de 1301 cm3 suralimenté par un turbocompresseur IHI, la puissance maximale étant de 170 chevaux à 6500 tr/min. Elles sont chaussées de pneus Michelin.
- Audi

Comme au Portugal, le pilote autrichien Rudolf Stohl pilote un Coupé Quattro groupe A, à transmission intégrale, animé par un moteur cinq cylindres atmosphérique de 200 chevaux. Il utilise des pneus Michelin. L'Argentin Jorge Recalde dispose d'un modèle identique.
- Opel

Le Monégasque «Tchine» s'aligne sur son Opel Manta 400 groupe B (transmission classique, quatre cylindres, 2420 cm3, 275 chevaux). Il utilise des pneus Michelin. De nombreux pilotes indépendants s'alignent sur des Kadett GSI groupe A, les plus en vue étant Paolo Fabrizio Fabbri, Stefano Milanesi et Vareno Grassini.
- Škoda

Le constructeur tchèque a engagé deux 130 LR groupe B pour Ladislav Křeček et Svatopluk Kvaizar. Ces berlines à moteur arrière 4 cylindres de 1290 cm3 ont une puissance de 135 chevaux.

## Déroulement de la course

### Première étape

#### San Remo - Ponsacco
Les cent-dix-huit équipages s'élancent de San Remo le lundi matin, sous un beau soleil. Les quatre premières épreuves spéciales se courent sur asphalte. Sur des routes parfaitement sèches, les Peugeot se montrent les plus rapides, Bruno Saby et Andrea Zanussi se partageant les meilleurs temps. À la halte de Ponsacco, une seule seconde les sépare, l'Italien s'étant emparé du commandement juste avant le premier regroupement. Troisième, Massimo Biasion est le mieux classé des pilotes Lancia alors que son coéquipier Markku Alén, qui a crevé un pneu dans le premier secteur et perdu plus d'une minute, n'occupe que le septième rang derrière la Lancia du Jolly Club, aux mains de Dario Cerrato, et les Peugeot de Timo Salonen et Juha Kankkunen. Les MG de Malcolm Wilson et Tony Pond occupent respectivement les neuvième et onzième places. Leur coéquipier Marc Duez a abandonné dès les premiers kilomètres de course, moteur cassé. Pond, qui comme Alén a crevé dans le premier secteur chronométré, précède d'une demi-minute la Renault 11 de Jean Ragnotti, en tête du groupe A.
| Pos. | Pilote             | Copilote                | Voiture                 | Groupe | Temps       | Écart        |
| ---- | ------------------ | ----------------------- | ----------------------- | ------ | ----------- | ------------ |
| 1    | Andrea Zanussi     | Paolo Amati             | Peugeot 205 Turbo 16 E2 | B      | 34 min 11 s |              |
| 2    | Bruno Saby         | Jean-François Fauchille | Peugeot 205 Turbo 16 E2 | B      | 34 min 12 s | + 1 s        |
| 3    | Massimo Biasion    | Tiziano Siviero         | Lancia Delta S4         | B      | 34 min 39 s | + 28 s       |
| 4    | Timo Salonen       | Seppo Harjanne          | Peugeot 205 Turbo 16 E2 | B      | 34 min 45 s | + 34 s       |
| 4=   | Dario Cerrato      | Giuseppe Cerri          | Lancia Delta S4         | B      | 34 min 45 s | + 34 s       |
| 6    | Juha Kankkunen     | Juha Piironen           | Peugeot 205 Turbo 16 E2 | B      | 34 min 56 s | + 45 s       |
| 7    | Markku Alén        | Ilkka Kivimäki          | Lancia Delta S4         | B      | 35 min 47 s | + 1 min 36 s |
| 8    | Fabrizio Tabaton   | Luciano Tedeschini      | Lancia Delta S4         | B      | 36 min 15 s | + 2 min 04 s |
| 9    | Malcolm Wilson     | Nigel Harris            | MG Metro 6R4            | B      | 36 min 34 s | + 2 min 23 s |
| 10   | Paolo Alessandrini | Alessandro Alessandrini | Peugeot 205 Turbo 16    | B      | 36 min 46 s | + 2 min 35 s |
| 11   | Tony Pond          | Rob Arthur              | MG Metro 6R4            | B      | 37 min 12 s | + 3 min 01 s |
| 12   | Jean Ragnotti      | Pierre Thimonier        | Renault 11 Turbo        | A      | 37 min 46 s | + 3 min 35 s |
| 13   | Kenneth Eriksson   | Peter Diekmann          | Volkswagen Golf GTI 16V | A      | 38 min 39 s | + 4 min 28 s |
| 14   | «Tchine»           | Gilles Thimonier        | Opel Manta 400          | B      | 39 min 21 s | + 5 min 10 s |
| 15   | Stefano Milanesi   | Leonardo Bianchi        | Opel Kadett GSi         | A      | 39 min 52 s | + 5 min 41 s |

#### Ponsacco - Tirrenia
Le parcours menant à Tirrenia ne comprend que trois épreuves sur terre, la dernière ayant été annulée par les organisateurs. Ce sont cette fois les Lancia qui dominent, Biasion conservant la troisième place mais revenant à quinze secondes de Zanussi, qui conserve la tête avec un avantage de cinq secondes sur Saby. Un peu plus loin viennent Salonen, Cerrato et Kankunnen, groupés en une dizaine de secondes. Alén a quelque peu réduit son retard mais reste septième, devant la Lancia privée de Fabrizio Tabaton. Onzième, Ragnotti conserve la tête du groupe A, avec près d'une minute d'avance sur la Volkswagen de Kenneth Eriksson, son plus dangereux adversaire dans cette catégorie.

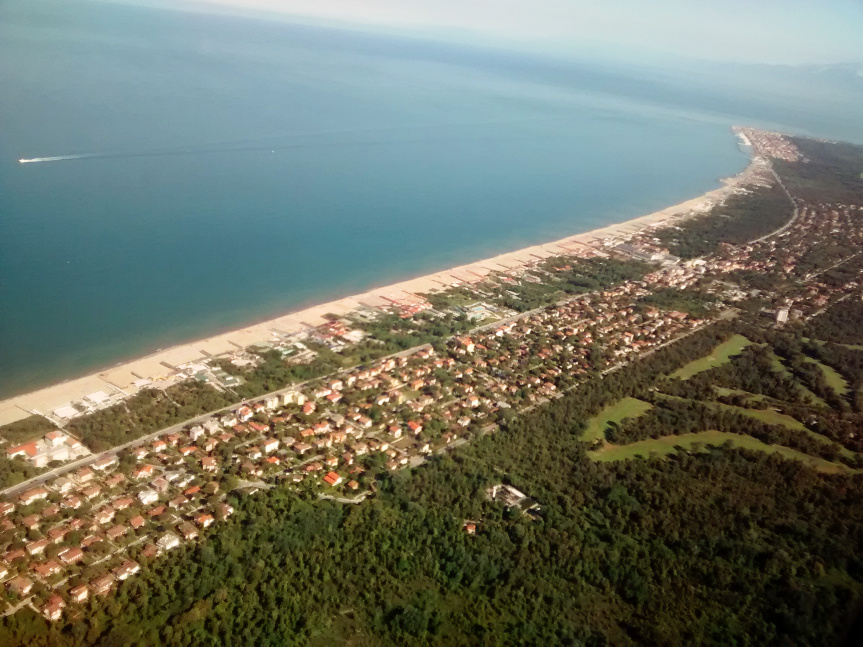
Le hameau de Tirrenia (près de Pise), terme de la première étape.

| Pos. | Pilote                | Copilote                | Voiture                 | Groupe | Temps           | Écart         |
| ---- | --------------------- | ----------------------- | ----------------------- | ------ | --------------- | ------------- |
| 1    | Andrea Zanussi        | Paolo Amati             | Peugeot 205 Turbo 16 E2 | B      | 1 h 00 min 05 s |               |
| 2    | Bruno Saby            | Jean-François Fauchille | Peugeot 205 Turbo 16 E2 | B      | 1 h 00 min 14 s | + 9 s         |
| 3    | Massimo Biasion       | Tiziano Siviero         | Lancia Delta S4         | B      | 1 h 00 min 20 s | + 15 s        |
| 4    | Timo Salonen          | Seppo Harjanne          | Peugeot 205 Turbo 16 E2 | B      | 1 h 00 min 35 s | + 30 s        |
| 4=   | Dario Cerrato         | Giuseppe Cerri          | Lancia Delta S4         | B      | 1 h 00 min 35 s | + 30 s        |
| 6    | Juha Kankkunen        | Juha Piironen           | Peugeot 205 Turbo 16 E2 | B      | 1 h 00 min 40 s | + 35 s        |
| 7    | Markku Alén           | Ilkka Kivimäki          | Lancia Delta S4         | B      | 1 h 01 min 16 s | + 1 min 11 s  |
| 8    | Malcolm Wilson        | Nigel Harris            | MG Metro 6R4            | B      | 1 h 03 min 03 s | + 2 min 58 s  |
| 9    | Tony Pond             | Rob Arthur              | MG Metro 6R4            | B      | 1 h 03 min 21 s | + 3 min 16 s  |
| 10   | Paolo Alessandrini    | Alessandro Alessandrini | Peugeot 205 Turbo 16    | B      | 1 h 06 min 13 s | + 6 min 08 s  |
| 11   | Jean Ragnotti         | Pierre Thimonier        | Renault 11 Turbo        | A      | 1 h 06 min 16 s | + 6 min 11 s  |
| 12   | Kenneth Eriksson      | Peter Diekmann          | Volkswagen Golf GTI 16V | A      | 1 h 04 min 14 s | + 7 min 09 s  |
| 13   | «Tchine»              | Gilles Thimonier        | Opel Manta 400          | B      | 1 h 09 min 39 s | + 9 min 34 s  |
| 14   | Stefano Milanesi      | Leonardo Bianchi        | Opel Kadett GSi         | A      | 1 h 09 min 43 s | + 9 min 38 s  |
| 15   | Riccardo Trombi       | Alessio Nieri           | Lancia Rally 037        | B      | 1 h 09 min 50 s | + 9 min 45 s  |
| 16   | Paolo Fabrizio Fabbri | Paolo Cecchini          | Opel Kadett GSi         | A      | 1 h 09 min 58 s | + 9 min 53 s  |
| 17   | Michele Rayneri       | Carlo Cassina           | Fiat Uno Turbo          | A      | 1 h 10 min 01 s | + 9 min 56 s  |
| 18   | Alessandro Fiorio     | Luigi Pirollo           | Fiat Uno Turbo          | A      | 1 h 10 min 35 s | + 10 min 30 s |

### Deuxième étape

#### Tirrenia - Buonconvento

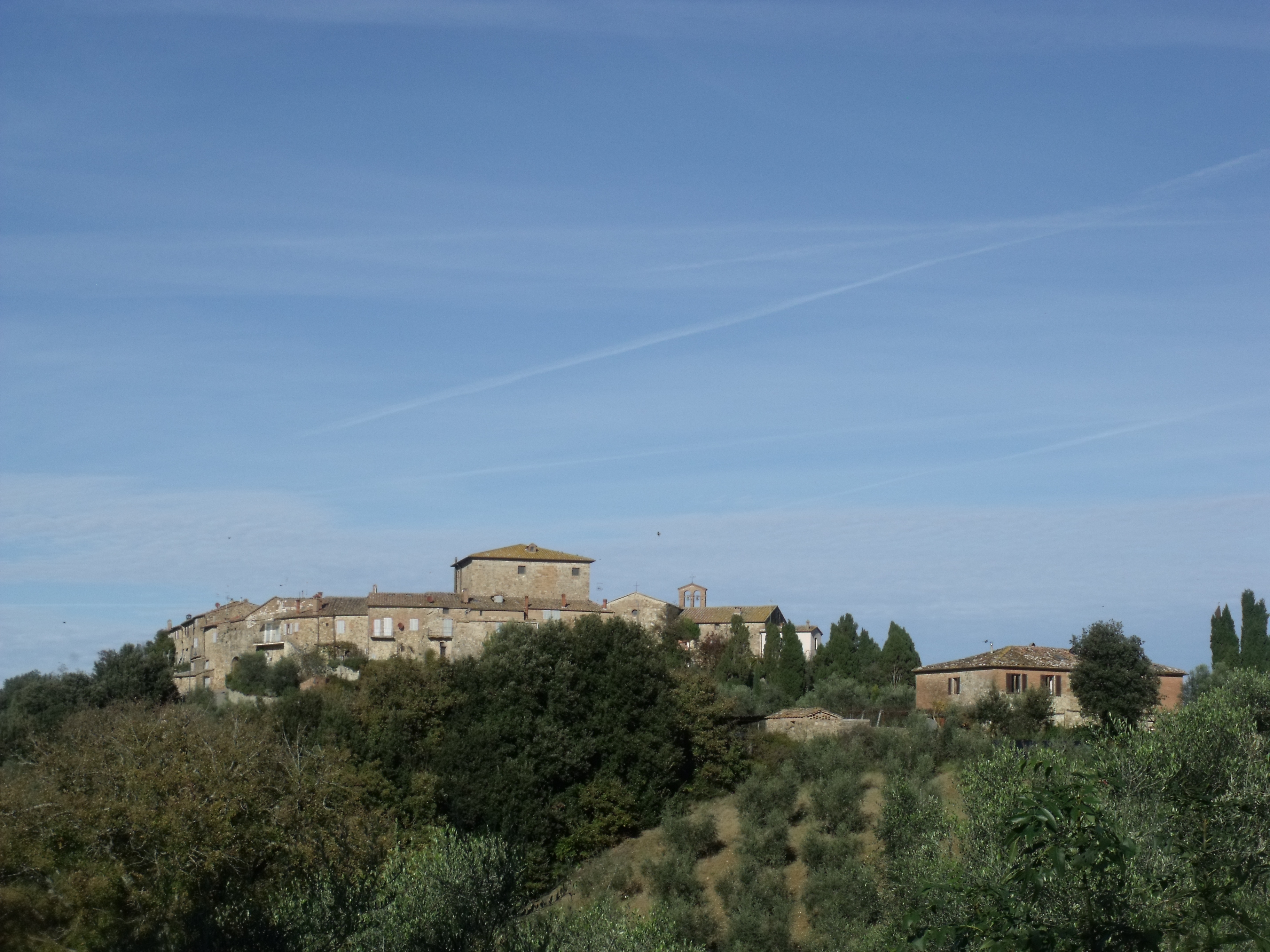
Murlo, point de passage de la deuxième étape.

Les équipages repartent de Tirrenia le mardi matin. Retardé la veille par une sortie de route peu avant Volterra, Jorge Recalde (sur Audi) a préféré renoncer, ses vingt minutes de retard lui ôtant toute chance de bien figurer au sein du groupe A. Les chemins de terre toscans ne portent pas chance à Zanussi, qui dès le premier tronçon chronométré part à la faute et arrache une roue ; il parvient cependant à rejoindre son assistance, ne concédant qu'une quarantaine de secondes, mais rétrograde au cinquième rang derrière Biasion, qui prend le commandement de la course, Salonen, Saby et Kankunnen, moins de quinze secondes séparant les quatre premiers. Alén a entamé une formidable remontée et va se montrer le plus rapide dans presque tous les secteurs. Alors que Biasion et Kankkunen se disputent le commandement, distançant rapidement Salonen et Saby, le premier pilote Lancia remonte bientôt au quatrième rang, à moins d'une demi-minute des deux premiers. La sortie de route de Salonen peu après Casole d'Elsa lui permet de gagner une place supplémentaire. Attaquant sans relâche, il revient rapidement sur les deux premiers avant de rejoindre son coéquipier Biasion à la deuxième place après la spéciale de Luriano. Les deux Lancia comptent alors six secondes de retard sur la Peugeot de Kankkunen. Ce dernier tente de résister au retour de son compatriote et lui reprend deux secondes dans le secteur de Murlo mais Alén est de nouveau le plus rapides dans les deux derniers tronçons chronométrés avant le regroupement de Buonconvento, qu'il rallie à seulement une seconde de la Peugeot de tête. Troisième, Biasion est à une quinzaine de secondes ; il précède d'une demi-minute la Lancia du Jolly Club, aux mains de Cerrato, et les deux Peugeot de Zanussi et Saby près d'une minute derrière. Plus efficaces sur terre que sur asphalte, les MG de Pond et Wilson sont remontées aux septième et huitième rangs. Ralenti par des problèmes de motricité et de freins, Ragnotti n'a pu empêcher Eriksson de s'emparer de la tête du groupe A, avant que la Renault 11 du pilote français ne disparaisse près de Castelgiocondo, moteur surchauffé.
| Pos. | Pilote            | Copilote                | Voiture                 | Groupe | Temps           | Écart         |
| ---- | ----------------- | ----------------------- | ----------------------- | ------ | --------------- | ------------- |
| 1    | Juha Kankkunen    | Juha Piironen           | Peugeot 205 Turbo 16 E2 | B      | 2 h 09 min 35 s |               |
| 2    | Markku Alén       | Ilkka Kivimäki          | Lancia Delta S4         | B      | 2 h 09 min 36 s | + 1 s         |
| 3    | Massimo Biasion   | Tiziano Siviero         | Lancia Delta S4         | B      | 2 h 09 min 51 s | + 16 s        |
| 4    | Dario Cerrato     | Giuseppe Cerri          | Lancia Delta S4         | B      | 2 h 10 min 19 s | + 44 s        |
| 5    | Andrea Zanussi    | Paolo Amati             | Peugeot 205 Turbo 16 E2 | B      | 2 h 10 min 55 s | + 1 min 20 s  |
| 5=   | Bruno Saby        | Jean-François Fauchille | Peugeot 205 Turbo 16 E2 | B      | 2 h 10 min 55 s | + 1 min 20 s  |
| 7    | Tony Pond         | Rob Arthur              | MG Metro 6R4            | B      | 2 h 13 min 41 s | + 4 min 06 s  |
| 8    | Malcolm Wilson    | Nigel Harris            | MG Metro 6R4            | B      | 2 h 14 min 33 s | + 4 min 58 s  |
| 9    | Kenneth Eriksson  | Peter Diekmann          | Volkswagen Golf GTI 16V | A      | 2 h 23 min 14 s | + 13 min 39 s |
| 10   | Alessandro Fiorio | Luigi Pirollo           | Fiat Uno Turbo          | A      | 2 h 29 min 54 s | + 20 min 19 s |
| 11   | «Tchine»          | Gilles Thimonier        | Opel Manta 400          | B      | 2 h 29 min 59 s | + 20 min 24 s |
| 12   | Michele Rayneri   | Carlo Cassina           | Fiat Uno Turbo          | A      | 2 h 30 min 02 s | + 20 min 27 s |
| 13   | Stefano Milanesi  | Leonardo Bianchi        | Opel Kadett GSi         | A      | 2 h 30 min 53 s | + 21 min 18 s |
| 14   | Fabio Moscatto    | Marcello Lotti          | Audi Coupé Quattro      | A      | 2 h 32 min 00 s | + 22 min 25 s |
| 15   | Ladislav Křeček   | Bořivoj Motl            | Škoda 130 LR            | B      | 2 h 34 min 44 s | + 25 min 09 s |

#### Buonconvento  - Sienne
Alors qu'Alén est sur le point de s'emparer du commandement de la course, il heurte une pierre dès la première épreuve de l'après-midi ; pneu crevé, il perd près d'une minute et demie et retombe à la cinquième place, intercalé entre les Peugeot 205 de Zanussi et Saby. Kankkunen a désormais une vingtaine de secondes d'avance sur Biasion et quarante-cinq sur Cerrato. Les écarts ne varient pas à l'issue de l'épreuve suivante mais un problème de chronométrage électronique dans la spéciale suivante va bouleverser le déroulement du rallye : les temps des quatre premiers ne sont pas enregistrés aussi les organisateurs choisissent-ils d'en annuler les résultats. Cette décision permet à Saby, qui a perdu plus de dix minutes dans ce secteur à cause d'une crevaison suivie d'une rupture de cric, de conserver toutes ses chances d'un bon classement. Elle n'est par contre pas du goût de Cesare Fiorio, le responsable sportif de la Scuderia Lancia publiant aussitôt un communiqué de presse dénonçant le «dilettantisme» de la direction de course ! L'épreuve a cependant assez peu d'influence sur la bataille en tête, Biasion n'y ayant perdu que quatre secondes sur le leader Kankkunen. Mais c'est dans un climat tendu que se termine la journée. Kankkunen rallie Sienne avec encore treize secondes d'avance sur Biasion et trente-huit sur Cerrato. Zanussi, quatrième, est à plus d'une minute, juste devant Alén, Saby étant une minute plus loin. Les deux MG de Pond et Wilson conservent les septième et huitièmes places, précédant la Volkswagen d'Eriksson, toujours nettement en tête du groupe A, le principal adversaire du Suédois, Alessandro Fiorio (Fiat Uno) étant à plus de huit minutes.

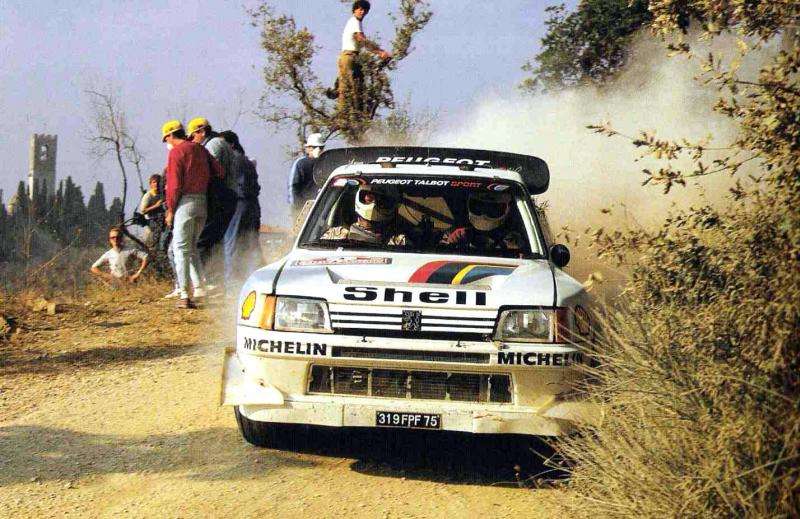
La Peugeot 205 Turbo 16 de Juha Kankkunen, en tête du rallye à l'issue de la deuxième étape.

| Pos. | Pilote                | Copilote                | Voiture                 | Groupe | Temps           | Écart         |
| ---- | --------------------- | ----------------------- | ----------------------- | ------ | --------------- | ------------- |
| 1    | Juha Kankkunen        | Juha Piironen           | Peugeot 205 Turbo 16 E2 | B      | 2 h 36 min 25 s |               |
| 2    | Massimo Biasion       | Tiziano Siviero         | Lancia Delta S4         | B      | 2 h 36 min 38 s | + 13 s        |
| 3    | Dario Cerrato         | Giuseppe Cerri          | Lancia Delta S4         | B      | 2 h 37 min 03 s | + 38 s        |
| 4    | Andrea Zanussi        | Paolo Amati             | Peugeot 205 Turbo 16 E2 | B      | 2 h 37 min 45 s | + 1 min 20 s  |
| 5    | Markku Alén           | Ilkka Kivimäki          | Lancia Delta S4         | B      | 2 h 37 min 47 s | + 1 min 22 s  |
| 6    | Bruno Saby            | Jean-François Fauchille | Peugeot 205 Turbo 16 E2 | B      | 2 h 38 min 41 s | + 2 min 16 s  |
| 7    | Tony Pond             | Rob Arthur              | MG Metro 6R4            | B      | 2 h 41 min 17 s | + 4 min 52 s  |
| 8    | Malcolm Wilson        | Nigel Harris            | MG Metro 6R4            | B      | 2 h 42 min 15 s | + 5 min 50 s  |
| 9    | Kenneth Eriksson      | Peter Diekmann          | Volkswagen Golf GTI 16V | A      | 2 h 53 min 31 s | + 17 min 06 s |
| 10   | Alessandro Fiorio     | Luigi Pirollo           | Fiat Uno Turbo          | A      | 3 h 01 min 40 s | + 25 min 15 s |
| 11   | «Tchine»              | Gilles Thimonier        | Opel Manta 400          | B      | 3 h 02 min 26 s | + 26 min 01 s |
| 12   | Stefano Milanesi      | Leonardo Bianchi        | Opel Kadett GSi         | A      | 3 h 02 min 42 s | + 26 min 17 s |
| 13   | Fabio Moscatto        | Marcello Lotti          | Audi Coupé Quattro      | A      | 3 h 04 min 17 s | + 27 min 52 s |
| 14   | Ladislav Křeček       | Bořivoj Motl            | Škoda 130 LR            | B      | 3 h 07 min 39 s | + 31 min 14 s |
| 15   | Paolo Fabrizio Fabbri | Paolo Cecchini          | Opel Kadett GSi         | A      | 3 h 08 min 38 s | + 32 min 13 s |
| 16   | Svatopluk Kvaizar     | Jiří Janeček            | Škoda 130 LR            | B      | 3 h 10 min 34 s | + 34 min 09 s |

### Troisième étape

#### Sienne - Pise
Peu avant le départ du parc fermé de Sienne, le mercredi matin, les organisateurs annoncent avoir réintégré le classement de l'épreuve spéciale n°22 ! À la suite de ce changement, Kankkunen possède désormais dix-sept secondes d'avance sur Biasion et plus d'une minute sur Cerrato. Le temps attribué à Zanussi étant, selon son copilote Paolo Amati, supérieur d'une minute et seize secondes à celui qu'il a réalisé, le pilote de Peugeot Italie rétrograde à la cinquième place, derrière Alén. Jean Todt, directeur sportif de Peugeot Talbot Sport, demande aussitôt au Comité d'Organisation, via un communiqué de presse, de « corriger cette erreur afin que le déroulement du rallye ne soit pas faussé et que l'équipage Zanussi-Amati ne se trouve pas dans un état psychologique difficile avant de prendre le départ de la dernière étape ».
Alén va se montrer le plus rapide sur les quatre épreuves de la matinée, les dernières courues sur terre. Au regroupement de Pise, Kankkunen est toujours en tête, avec quatorze secondes (ou dix en envisageant l'annulation de l'épreuve de la Selva) sur Biasion. Troisième, Cerrato est sur le point d'être rejoint par Alén. Pond a heurté le mur d'une maison dans le secteur de Volpaia ; les réparations lui ont coûté dix minutes de pénalisation routière et il a rétrogradé à la huitième place.
| Pos. | Pilote            | Copilote                | Voiture                 | Groupe | Temps           | Écart         |
| ---- | ----------------- | ----------------------- | ----------------------- | ------ | --------------- | ------------- |
| 1    | Juha Kankkunen    | Juha Piironen           | Peugeot 205 Turbo 16 E2 | B      | 3 h 16 min 13 s |               |
| 2    | Massimo Biasion   | Tiziano Siviero         | Lancia Delta S4         | B      | 3 h 16 min 27 s | + 14 s        |
| 3    | Dario Cerrato     | Giuseppe Cerri          | Lancia Delta S4         | B      | 3 h 17 min 19 s | + 1 min 06 s  |
| 4    | Markku Alén       | Ilkka Kivimäki          | Lancia Delta S4         | B      | 3 h 17 min 20 s | + 1 min 07 s  |
| 5    | Andrea Zanussi    | Paolo Amati             | Peugeot 205 Turbo 16 E2 | B      | 3 h 18 min 41 s | + 2 min 28 s  |
| 6    | Malcolm Wilson    | Nigel Harris            | MG Metro 6R4            | B      | 3 h 22 min 36 s | + 6 min 23 s  |
| 7    | Bruno Saby        | Jean-François Fauchille | Peugeot 205 Turbo 16 E2 | B      | 3 h 28 min 44 s | + 12 min 31 s |
| 8    | Tony Pond         | Rob Arthur              | MG Metro 6R4            | B      | 3 h 34 min 25 s | + 18 min 12 s |
| 9    | Kenneth Eriksson  | Peter Diekmann          | Volkswagen Golf GTI 16V | A      | 3 h 37 min 25 s | + 21 min 12 s |
| 10   | Alessandro Fiorio | Luigi Pirollo           | Fiat Uno Turbo          | A      | 3 h 47 min 41 s | + 31 min 28 s |

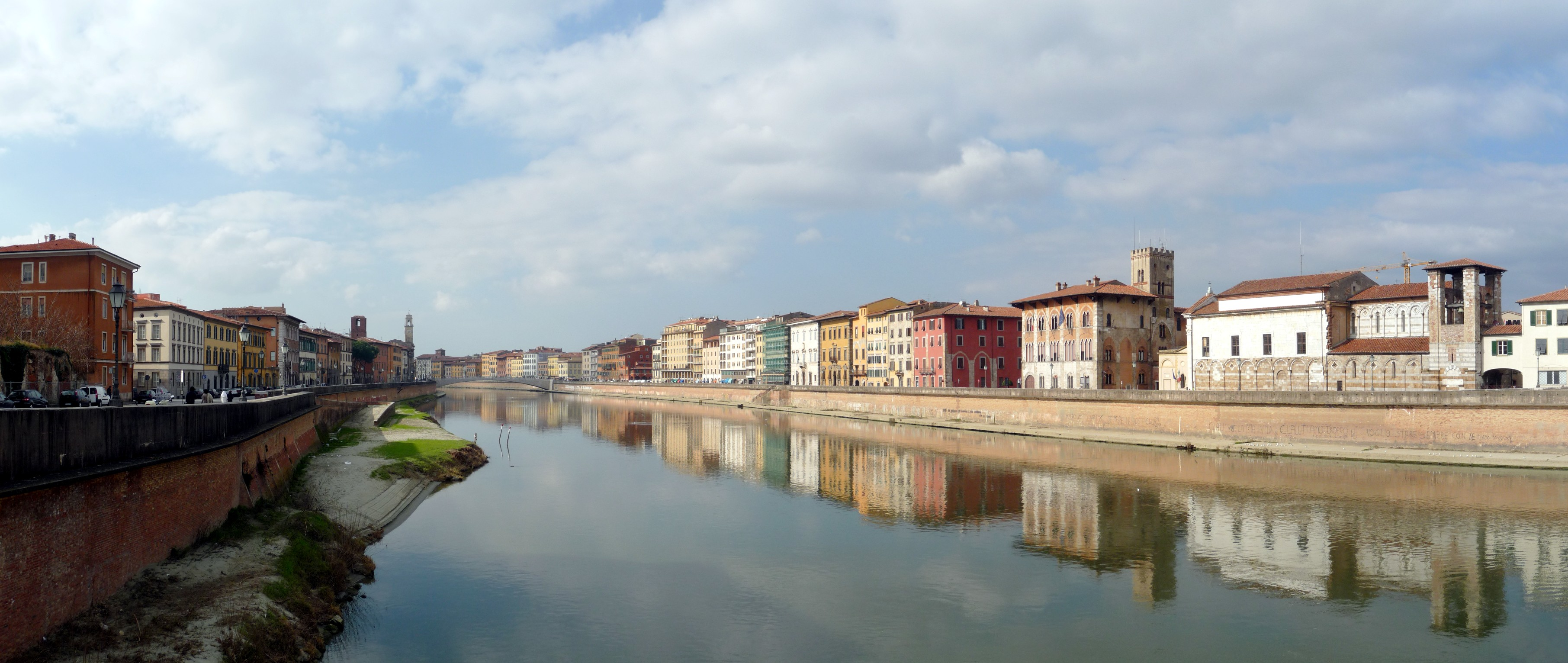
Pise, point de passage de la troisième étape.

Cependant, les organisateurs envisagent de revenir sur leur décision au sujet de la vingt-deuxième épreuve spéciale, son annulation probable donnant le classement suivant :
| Pos. | Pilote                | Copilote                | Voiture                 | Groupe | Temps           | Écart         |
| ---- | --------------------- | ----------------------- | ----------------------- | ------ | --------------- | ------------- |
| 1    | Juha Kankkunen        | Juha Piironen           | Peugeot 205 Turbo 16 E2 | B      | 3 h 09 min 37 s |               |
| 2    | Massimo Biasion       | Tiziano Siviero         | Lancia Delta S4         | B      | 3 h 09 min 47 s | + 10 s        |
| 3    | Dario Cerrato         | Giuseppe Cerri          | Lancia Delta S4         | B      | 3 h 10 min 14 s | + 37 s        |
| 4    | Markku Alén           | Ilkka Kivimäki          | Lancia Delta S4         | B      | 3 h 10 min 32 s | + 55 s        |
| 5    | Andrea Zanussi        | Paolo Amati             | Peugeot 205 Turbo 16 E2 | B      | 3 h 10 min 49 s | + 1 min 12 s  |
| 6    | Bruno Saby            | Jean-François Fauchille | Peugeot 205 Turbo 16 E2 | B      | 3 h 12 min 16 s | + 2 min 39 s  |
| 7    | Malcolm Wilson        | Nigel Harris            | MG Metro 6R4            | B      | 3 h 15 min 45 s | + 6 min 08 s  |
| 8    | Tony Pond             | Rob Arthur              | MG Metro 6R4            | B      | 3 h 27 min 27 s | + 17 min 50 s |
| 9    | Kenneth Eriksson      | Peter Diekmann          | Volkswagen Golf GTI 16V | A      | 3 h 29 min 50 s | + 20 min 13 s |
| 10   | Alessandro Fiorio     | Luigi Pirollo           | Fiat Uno Turbo          | A      | 3 h 39 min 36 s | + 29 min 59 s |
| 11   | Stefano Milanesi      | Leonardo Bianchi        | Opel Kadett GSi         | A      | 3 h 40 min 29 s | + 30 min 52 s |
| 12   | «Tchine»              | Gilles Thimonier        | Opel Manta 400          | B      | 3 h 41 min 09 s | + 31 min 32 s |
| 13   | Fabio Moscatto        | Marcello Lotti          | Audi Coupé Quattro      | A      | 3 h 42 min 41 s | + 33 min 04 s |
| 14   | Ladislav Křeček       | Bořivoj Motl            | Škoda 130 LR            | B      | 3 h 46 min 26 s | + 36 min 49 s |
| 15   | Paolo Fabrizio Fabbri | Paolo Cecchini          | Opel Kadett GSi         | A      | 3 h 47 min 42 s | + 38 min 05 s |

#### Pise - San Remo
Seules trois épreuves chronométrées, toutes sur asphalte, sont au programme du mercredi après-midi. Les Lancia se montrent extrêmement rapides dans le col de Cosio et cinq kilomètres suffisent à Biasion pour combler son retard sur Kankkunen. Le pilote italien grappille encore quelques secondes sur son rival dans les deux secteurs suivants et rallie San Remo avec onze secondes de marge sur la première Peugeot, potentiellement quinze en cas d'annulation de l'épreuve contestée de la deuxième étape. Cerrato est toujours troisième, tandis que derrière les positions d'Alén et de Zanussi sont tributaires de la décision des organisateurs au sujet de cette vingt-deuxième spéciale. Pond a rejoint le parc fermé en huitième position mais, ayant accumulé trop de pénalités routières, se voit exclu de la course. Toujours largement en tête du groupe A loin devant Fiorio, Eriksson hérite de la huitième place.
| Pos. | Pilote            | Copilote                | Voiture                 | Groupe | Temps           | Écart         |
| ---- | ----------------- | ----------------------- | ----------------------- | ------ | --------------- | ------------- |
| 1    | Massimo Biasion   | Tiziano Siviero         | Lancia Delta S4         | B      | 3 h 45 min 09 s |               |
| 2    | Juha Kankkunen    | Juha Piironen           | Peugeot 205 Turbo 16 E2 | B      | 3 h 45 min 20 s | + 11 s        |
| 3    | Dario Cerrato     | Giuseppe Cerri          | Lancia Delta S4         | B      | 3 h 46 min 03 s | + 54 s        |
| 4    | Markku Alén       | Ilkka Kivimäki          | Lancia Delta S4         | B      | 3 h 46 min 35 s | + 1 min 26 s  |
| 5    | Andrea Zanussi    | Paolo Amati             | Peugeot 205 Turbo 16 E2 | B      | 3 h 47 min 11 s | + 2 min 02 s  |
| 6    | Malcolm Wilson    | Nigel Harris            | MG Metro 6R4            | B      | 3 h 52 min 49 s | + 7 min 40 s  |
| 7    | Bruno Saby        | Jean-François Fauchille | Peugeot 205 Turbo 16 E2 | B      | 3 h 57 min 31 s | + 12 min 22 s |
| 8    | Kenneth Eriksson  | Peter Diekmann          | Volkswagen Golf GTI 16V | A      | 4 h 10 min 50 s | + 25 min 41 s |
| 9    | Alessandro Fiorio | Luigi Pirollo           | Fiat Uno Turbo          | A      | 4 h 21 min 53 s | + 36 min 44 s |
| 10   | Stefano Milanesi  | Leonardo Bianchi        | Opel Kadett GSi         | A      |                 |               |

| Pos. | Pilote                | Copilote                | Voiture                 | Groupe | Temps           | Écart         |
| ---- | --------------------- | ----------------------- | ----------------------- | ------ | --------------- | ------------- |
| 1    | Massimo Biasion       | Tiziano Siviero         | Lancia Delta S4         | B      | 3 h 38 min 29 s |               |
| 2    | Juha Kankkunen        | Juha Piironen           | Peugeot 205 Turbo 16 E2 | B      | 3 h 38 min 44 s | + 15 s        |
| 3    | Dario Cerrato         | Giuseppe Cerri          | Lancia Delta S4         | B      | 3 h 38 min 58 s | + 29 s        |
| 4    | Andrea Zanussi        | Paolo Amati             | Peugeot 205 Turbo 16 E2 | B      | 3 h 39 min 19 s | + 50 s        |
| 5    | Markku Alén           | Ilkka Kivimäki          | Lancia Delta S4         | B      | 3 h 39 min 47 s | + 1 min 18 s  |
| 6    | Bruno Saby            | Jean-François Fauchille | Peugeot 205 Turbo 16 E2 | B      | 3 h 41 min 03 s | + 2 min 34 s  |
| 7    | Malcolm Wilson        | Nigel Harris            | MG Metro 6R4            | B      | 3 h 45 min 58 s | + 7 min 29 s  |
| 8    | Kenneth Eriksson      | Peter Diekmann          | Volkswagen Golf GTI 16V | A      | 4 h 03 min 15 s | + 24 min 46 s |
| 9    | Alessandro Fiorio     | Luigi Pirollo           | Fiat Uno Turbo          | A      | 4 h 13 min 48 s | + 35 min 19 s |
| 10   | Stefano Milanesi      | Leonardo Bianchi        | Opel Kadett GSi         | A      | 4 h 14 min 01 s | + 35 min 32 s |
| 11   | «Tchine»              | Gilles Thimonier        | Opel Manta 400          | B      | 4 h 15 min 02 s | + 36 min 33 s |
| 12   | Ladislav Křeček       | Bořivoj Motl            | Škoda 130 LR            | B      | 4 h 21 min 01 s | + 42 min 32 s |
| 13   | Paolo Fabrizio Fabbri | Paolo Cecchini          | Opel Kadett GSi         | A      | 4 h 22 min 18 s | + 43 min 49 s |
| 14   | Svatopluk Kvaizar     | Jiří Janeček            | Škoda 130 LR            | B      | 4 h 24 min 56 s | + 46 min 27 s |
| 15   | Vareno Grassini       | Stefano Rossi           | Opel Kadett GSi         | A      | 4 h 27 min 12 s | + 48 min 43 s |

### Quatrième étape

#### L'exclusion des Peugeot
La dernière boucle au nord de San Remo doit se dérouler de nuit mais dès le jeudi matin la tension est grande au sein des équipes, les commissaires sportifs étant réunis pour statuer sur les résultats de la vingt-deuxième épreuve spéciale. Aux alentours de midi, alors que le verdict à ce sujet n'est pas encore tombé, les responsables de Peugeot Sport sont en outre invités à rejoindre un vérificateur technique et  à emmener la voiture de Bruno Saby dans un garage pour un contrôle approfondi. Quelques heures plus tard, la sanction tombe : les trois 205 de Kankkunen, Zanussi et Saby sont déclarées non conformes, considérant que les protections latérales montées sous la voiture de part et d'autre du réservoir de carburant sont des jupes produisant un effet de sol, l'emploi des jupes étant interdit depuis le 20 mai 1986 à la suite d'un comité extraordinaire restreint du comité exécutif de la FISA ayant eu lieu au lendemain de l'accident mortel ayant frappé l'équipage Henri Toivonen / Sergio Cresto au Tour de Corse. Le constructeur français fait aussitôt appel de cette décision, arguant que depuis le Rallye de l'Acropole, début juin, les jupes raclant le sol, désormais interdites, avaient été remplacées par des éléments de protection situés à neuf centimètres au dessus du sol, ne provoquant pas de réel appui aérodynamique, et qu'en outre ces nouveaux appendices avaient alors été déclarés conformes par Gabriele Cadringher, responsable technique de la FISA ! La décision de la commission est toutefois immédiate, et, alors que l'appel déposé par Peugeot devrait être suspensif, les trois voitures incriminées sont aussitôt exclues de la course.

#### L'annulation de la22eépreuve spéciale
Aussitôt après l'annonce d'exclusion des Peugeot, les commissaires sportifs entérinent définitivement l'annulation des résultats de l'épreuve spéciale n°22, disputée le mardi. Le classement officiel, au départ de la quatrième étape, devient le suivant :
| Pos. | Pilote                | Copilote         | Voiture                 | Groupe | Temps           | Écart         |
| ---- | --------------------- | ---------------- | ----------------------- | ------ | --------------- | ------------- |
| 1    | Massimo Biasion       | Tiziano Siviero  | Lancia Delta S4         | B      | 3 h 38 min 29 s |               |
| 2    | Dario Cerrato         | Giuseppe Cerri   | Lancia Delta S4         | B      | 3 h 38 min 58 s | + 29 s        |
| 3    | Markku Alén           | Ilkka Kivimäki   | Lancia Delta S4         | B      | 3 h 39 min 47 s | + 1 min 18 s  |
| 4    | Malcolm Wilson        | Nigel Harris     | MG Metro 6R4            | B      | 3 h 45 min 58 s | + 7 min 29 s  |
| 5    | Kenneth Eriksson      | Peter Diekmann   | Volkswagen Golf GTI 16V | A      | 4 h 03 min 15 s | + 24 min 46 s |
| 6    | Alessandro Fiorio     | Luigi Pirollo    | Fiat Uno Turbo          | A      | 4 h 13 min 48 s | + 35 min 19 s |
| 7    | Stefano Milanesi      | Leonardo Bianchi | Opel Kadett GSi         | A      | 4 h 14 min 01 s | + 35 min 32 s |
| 8    | «Tchine»              | Gilles Thimonier | Opel Manta 400          | B      | 4 h 15 min 02 s | + 36 min 33 s |
| 9    | Ladislav Křeček       | Bořivoj Motl     | Škoda 130 LR            | B      | 4 h 21 min 01 s | + 42 min 32 s |
| 10   | Paolo Fabrizio Fabbri | Paolo Cecchini   | Opel Kadett GSi         | A      | 4 h 22 min 18 s | + 43 min 49 s |
| 11   | Svatopluk Kvaizar     | Jiří Janeček     | Škoda 130 LR            | B      | 4 h 24 min 56 s | + 46 min 27 s |
| 12   | Vareno Grassini       | Stefano Rossi    | Opel Kadett GSi         | A      | 4 h 27 min 12 s | + 48 min 43 s |

#### Les consignes d'équipe
La MG de Wilson étant quatrième avec plus de sept minutes de retard, personne ne peut concurrencer les trois Lancia de tête. Biasion devrait logiquement s'imposer mais Cesare Fiorio estime qu'Alén peut encore remporter le titre mondial des pilotes et décide de le faire gagner. Le Rallye Sanremo comptant également pour le championnat italien, la deuxième place permettrait à Cerrato de marquer un maximum de points pour son championnat national. Dès le jeudi soir, Biasion reçoit donc pour consigne de laisser passer ses deux coéquipiers, Cerrato devant quant à lui s'effacer devant Alén. La dernière étape n'offre plus aucun intérêt, Biasion rétrogradant volontairement à la troisième place dans l'avant-dernière épreuve spéciale. Alén remporte sa première victoire de la saison et se rapproche à seulement deux points de Kankkunen au classement provisoire du championnat du monde, tandis que Cerrato, deuxième de la course, revient dans la course au titre national face à Zanussi. Auteur d'une course régulière, Wilson termine à une belle quatrième place, devant Eriksson, net vainqueur du groupe A. Alors qu'il était sixième, Alessandro Fiorio a pointé en retard au départ de l'ultime secteur chronométré, perdant volontairement une place au profit de la Škoda de Ladislav Křeček, ceci afin de ne pas figurer dans la liste des pilotes prioritaires en 1987 et de pouvoir ainsi disputer le futur championnat du monde de groupe N. Trente-huit équipages ont atteint l'arrivée.

### Classements intermédiaires
Classements intermédiaires des pilotes après chaque épreuve spéciale

### Classement général

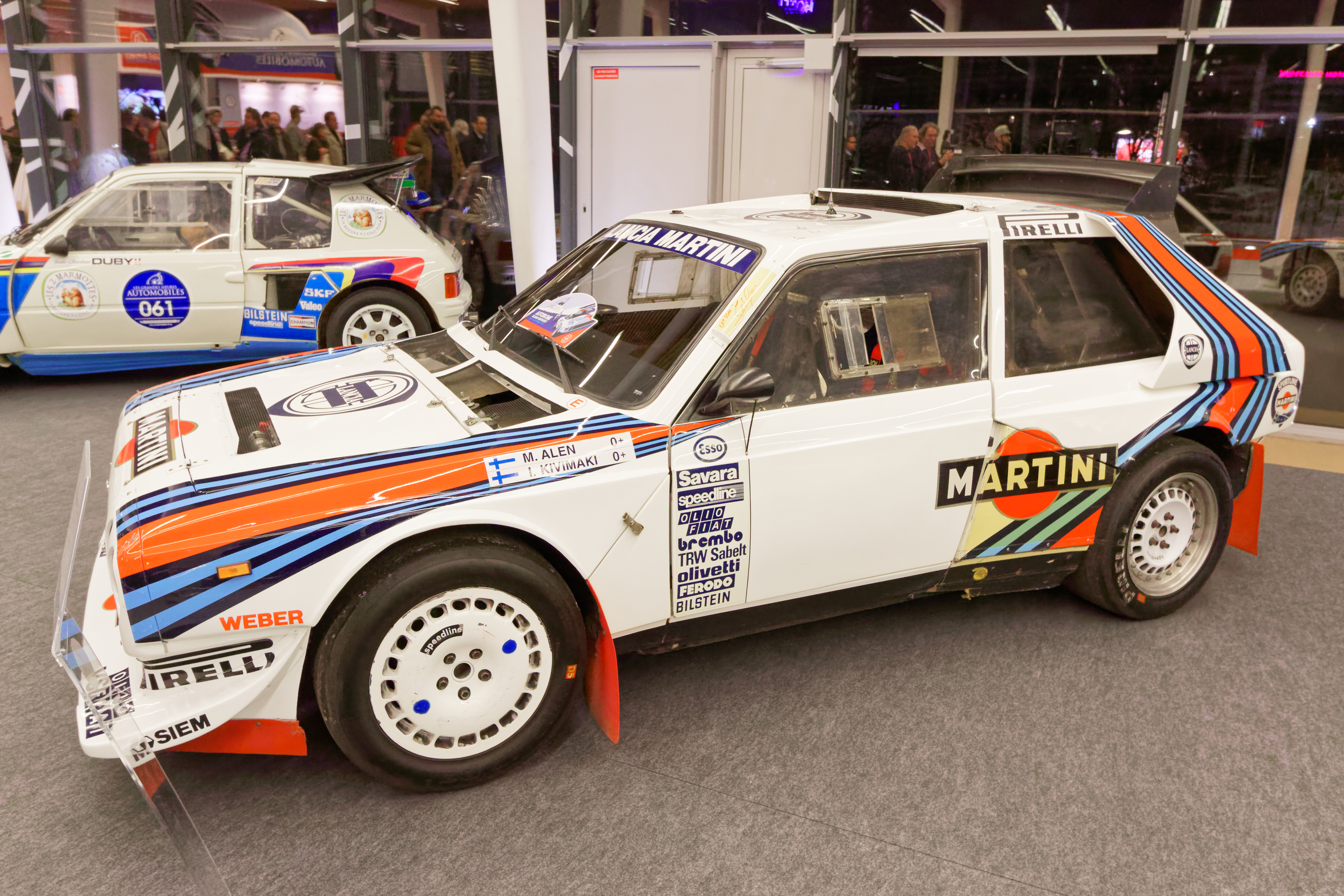
Sans concurrence après l'exclusion des Peugeot 205T16, les Lancia Delta S4 ont glané les trois premières places du rallye Sanremo.

| Pos | No | Pilote            | Copilote         | Voiture                 | Temps           | Écart             | Groupe |
| --- | -- | ----------------- | ---------------- | ----------------------- | --------------- | ----------------- | ------ |
| 1   | 2  | Markku Alén       | Ilkka Kivimäki   | Lancia Delta S4         | 5 h 31 min 35 s |                   | B      |
| 2   | 8  | Dario Cerrato     | Giuseppe Cerri   | Lancia Delta S4         | 5 h 32 min 53 s | + 1 min 18 s      | B      |
| 3   | 5  | Massimo Biasion   | Tiziano Siviero  | Lancia Delta S4         | 5 h 33 min 17 s | + 1 min 42 s      | B      |
| 4   | 15 | Malcolm Wilson    | Nigel Harris     | MG Metro 6R4            | 5 h 38 min 37 s | + 7 min 02 s      | B      |
| 5   | 22 | Kenneth Eriksson  | Peter Diekmann   | Volkswagen Golf GTI 16V | 6 h 07 min 28 s | + 35 min 53 s     | A      |
| 6   | 16 | Ladislav Křeček   | Bořivoj Motl     | Škoda 130 LR            | 6 h 28 min 12 s | + 56 min 37 s     | B      |
| 7   | 28 | Alessandro Fiorio | Luigi Pirollo    | Fiat Uno Turbo          | 6 h 28 min 44 s | + 57 min 09 s     | A      |
| 8   | 18 | «Tchine»          | Gilles Thimonier | Opel Manta 400          | 6 h 29 min 29 s | + 57 min 54 s     | B      |
| 9   | 20 | Svatopluk Kvaizar | Jiří Janeček     | Škoda 130 LR            | 6 h 33 min 13 s | + 1 h 01 min 38 s | B      |
| 10  | 92 | Livio Lupidi      | Demetrio Davanzo | Renault 5 GT Turbo      | 6 h 36 min 16 s | + 1 h 04 min 41 s | N      |

### Équipages de tête
- ES1 :  Bruno Saby -  Jean-François Fauchille (Peugeot 205 Turbo 16 E2)
- ES2 :  Bruno Saby -  Jean-François Fauchille (Peugeot 205 Turbo 16 E2) &  Andrea Zanussi -  Paolo Amati (Peugeot 205 Turbo 16 E2)
- ES3 :  Bruno Saby -  Jean-François Fauchille (Peugeot 205 Turbo 16 E2)
- ES4 à ES8 :  Andrea Zanussi -  Paolo Amati (Peugeot 205 Turbo 16 E2)
- ES9 à ES10 :  Massimo Biasion -  Tiziano Siviero (Lancia Delta S4)
- ES11 :  Juha Kankkunen -  Juha Piironen (Peugeot 205 Turbo 16 E2)
- ES12 :  Massimo Biasion -  Tiziano Siviero (Lancia Delta S4)
- ES13 à ES29 :  Juha Kankkunen -  Juha Piironen (Peugeot 205 Turbo 16 E2)
- ES30 à ES39 :  Massimo Biasion -  Tiziano Siviero (Lancia Delta S4)
- ES40 à ES41 :  Markku Alén -  Ilkka Kivimäki (Lancia Delta S4)

Note : Les résultats de l'ES22 (dans laquelle Juha Kankkunen avait réalisé le meilleur temps) n'ayant été définitivement annulés qu'au début de la dernière étape, l'équipage Kankkunen-Piironen apparaissait encore en tête après l'ES30, précédant alors l'équipage Biasion-Siviero de deux secondes. Cependant, en anticipant l'annulation inévitable de l'ES22, l'équipage Biasion-Siviero a pris la tête de la course lors de l'ES30.

### Vainqueurs d'épreuves spéciales
- Markku Alén -  Ilkka Kivimäki (Lancia Delta S4) : 20 spéciales (ES 5, 6, 9 à 16, 18, 19, 26 à 29, 38 à 41)
- Dario Cerrato -  Giuseppe Cerri (Lancia Delta S4) : 7 spéciales (ES 21, 23, 25, 33 à 36)
- Juha Kankkunen -  Juha Piironen (Peugeot 205 Turbo 16 E2) : 5 spéciales (ES 6, 10, 17, 20, 25)
- Andrea Zanussi -  Paolo Amati (Peugeot 205 Turbo 16 E2) : 4 spéciales (ES 2, 4, 23, 31)
- Massimo Biasion -  Tiziano Siviero (Lancia Delta S4) : 4 spéciales (ES 7, 24, 30, 37)
- Bruno Saby -  Jean-François Fauchille (Peugeot 205 Turbo 16 E2) : 3 spéciales (ES 1, 3, 32)
- Timo Salonen -  Seppo Harjanne (Peugeot 205 Turbo 16 E2) : 1 spéciale (ES 9)

Note : L'équipage Juha Kankkunen - Juha Piironen avait également réalisé le meilleur temps dans l'ES 22, épreuve dont les résultats ont été par la suite annulés par les organisateurs en raison d'une défaillance du système de chronométrage lors du passage des quatre premières voitures.

## Résultats des principaux engagés
| No  | Pilote                | Copilote                | Voiture                 | Groupe | Classement général                         | Class. groupe |
| --- | --------------------- | ----------------------- | ----------------------- | ------ | ------------------------------------------ | ------------- |
| 1   | Timo Salonen          | Seppo Harjanne          | Peugeot 205 Turbo 16 E2 | B      | ab. dans la 13e spéciale (sortie de route) | -             |
| 2   | Markku Alén           | Ilkka Kivimäki          | Lancia Delta S4         | B      | 1er                                        | 1er           |
| 3   | Tony Pond             | Rob Arthur              | MG Metro 6R4            | B      | ab. après la 32e spéciale (hors délai)     | -             |
| 4   | Juha Kankkunen        | Juha Piironen           | Peugeot 205 Turbo 16 E2 | B      | ab. avant la 33e spéciale (exclusion)      | -             |
| 5   | Massimo Biasion       | Tiziano Siviero         | Lancia Delta S4         | B      | 3e à 1 min 42 s                            | 3e            |
| 6   | Andrea Zanussi        | Paolo Amati             | Peugeot 205 Turbo 16 E2 | B      | ab. avant la 33e spéciale (exclusion)      | -             |
| 7   | Fabrizio Tabaton      | Luciano Tedeschini      | Lancia Delta S4         | B      | ab. après la 5e spéciale (retrait)         | -             |
| 8   | Dario Cerrato         | Giuseppe Cerri          | Lancia Delta S4         | B      | 2e à 1 min 18 s                            | 2e            |
| 9   | Bruno Saby            | Jean-François Fauchille | Peugeot 205 Turbo 16 E2 | B      | ab. avant la 33e spéciale (exclusion)      | -             |
| 10  | Jean Ragnotti         | Pierre Thimonier        | Renault 11 Turbo        | A      | ab. dans la 18e spéciale (surchauffe)      | -             |
| 12  | Giovanni del Zoppo    | Loris Roggia            | Fiat Uno Turbo          | A      | ab. dans la 4e spéciale (moteur)           | -             |
| 14  | Mauro Pregliasco      | Alessandro Cavalleri    | Fiat Uno Turbo          | A      | ab. après la 4e spéciale (retrait)         | -             |
| 15  | Malcolm Wilson        | Nigel Harris            | MG Metro 6R4            | B      | 4e à 7 min 02 s                            | 4e            |
| 16  | Ladislav Křeček       | Bořivoj Motl            | Škoda 130 LR            | B      | 6e à 56 min 37 s                           | 5e            |
| 18  | «Tchine»              | Gilles Thimonier        | Opel Manta 400          | B      | 8e à 57 min 54 s                           | 6e            |
| 19  | Marc Duez             | Willy Lux               | MG Metro 6R4            | B      | ab. dans la 1re spéciale (moteur)          | -             |
| 20  | Svatopluk Kvaizar     | Jiří Janeček            | Škoda 130 LR            | B      | 9e à 1 h 01 min 38 s                       | 7e            |
| 21  | Jorge Recalde         | Jorge Del Buono         | Audi Coupé Quattro      | A      | ab. avant la 9e spéciale (retrait)         | -             |
| 22  | Kenneth Eriksson      | Peter Diekmann          | Volkswagen Golf GTI 16V | A      | 5e à 35 min 53 s                           | 1er           |
| 23  | Gabriele Noberasco    | Massimiliano Cerrai     | Alfa Romeo 75 V6        | A      | ab. dans la 4e spéciale (demi-arbre)       | -             |
| 24  | Michele Rayneri       | Carlo Cassina           | Fiat Uno Turbo          | A      | ab. dans la 20e spéciale (transmission)    | -             |
| 25  | Paolo Alessandrini    | Alessandro Alessandrini | Peugeot 205 Turbo 16    | B      | ab. avant la 9e spéciale (retrait)         | -             |
| 26  | Riccardo Trombi       | Alessio Nieri           | Lancia Rally 037        | B      | ab. après la 11e spéciale (retrait)        | -             |
| 27  | Paolo Fabrizio Fabbri | Paolo Cecchini          | Opel Kadett GSi         | A      | ab. dans la 10e spéciale (moteur)          | -             |
| 28  | Alessandro Fiorio     | Luigi Pirollo           | Fiat Uno Turbo          | A      | 7e à 57 min 09 s                           | 2e            |
| 30  | Stefano Milanesi      | Leonardo Bianchi        | Opel Kadett GSi         | A      | ab. dans la 37e spéciale                   | -             |
| 35  | Vareno Grassini       | Stefano Rossi           | Opel Kadett GSi         | A      | 12e à 1 h 07 min 48 s                      | 3e            |
| 48  | Rudolf Stohl          | Reinhard Kaufmann       | Audi Coupé Quattro      | A      | 15e à 1 h 11 min 25 s                      | 4e            |
| 49  | Fabio Moscatto        | Marcello Lotti          | Audi Coupé Quattro      | A      | ab. dans la 30e spéciale                   | -             |
| 92  | Livio Lupidi          | Demetrio Davanzo        | Renault 5 GT Turbo      | N      | 10e à 1 h 04 min 41 s                      | 1er           |
| 122 | Alberto Bigo          | Maurizio Barbotti       | Toyota Corolla GT       | N      | 11e à 1 h 04 min 47 s                      | 2e            |

## Classements des championnats à l'issue de la course

### Constructeurs
- Attribution des points : 12, 10, 8, 7, 6, 5, 4, 3, 2, 1 respectivement aux dix premières marques de chaque épreuve, additionnés de 8, 7, 6, 5, 4, 3, 2, 1 respectivement aux huit premières de chaque groupe (seule la voiture la mieux classée de chaque constructeur marque des points). Les points de groupe ne sont attribués qu'aux concurrents déclarés officiellement par le constructeur et ayant terminé dans les dix premiers au classement général.
- Seuls les sept meilleurs résultats (sur onze épreuves) sont retenus pour le décompte final des points. Peugeot doit donc décompter les dix points marqués au Safari[2].

| Pos. | Marque       | Points    | M-C  | SUE  | POR | SAF   | COR  | ACR  | NZ   | ARG  | FIN   | SAN  | RAC |
| ---- | ------------ | --------- | ---- | ---- | --- | ----- | ---- | ---- | ---- | ---- | ----- | ---- | --- |
| 1    | Peugeot      | 131 (141) | 10+7 | 12+8 | -   | (6+4) | 12+8 | 12+8 | 12+8 | 8+6  | 12+8  | -    |     |
| 2    | Lancia       | 125 (139) | 12+8 | 10+7 | -   | 8+6   | -    | 10+7 | 10+7 | 12+8 | (8+6) | 12+8 |     |
| 3    | Volkswagen   | 79        | 2+7  | 4+6  | -   | -     | 3+6  | 4+7  | 4+8  | 6+8  | -     | 6+8  |     |
| 4    | Audi         | 29        | 8+6  | 7+8  | -   | -     | -    | -    | -    | -    | -     | -    |     |
| 5    | Toyota       | 20        | -    | -    | -   | 12+8  | -    | -    | -    | -    | -     | -    |     |
| 6    | Austin Rover | 18        | -    | -    | -   | -     | -    | -    | -    | -    | 4+2   | 7+5  |     |
| 7    | Ford         | 14        | -    | 8+6  | -   | -     | -    | -    | -    | -    | -     | -    |     |
| 7=   | Renault      | 14        | -    | -    | -   | -     | 7+7  | -    | -    | -    | -     | -    |     |
| 9    | Subaru       | 13        | -    | -    | -   | 5+8   | -    | -    | -    | -    | -     | -    |     |
| 10   | Citroën      | 10        | -    | 5+5  | -   | -     | -    | -    | -    | -    | -     | -    |     |
| 11   | Škoda        | 9         | -    | -    | -   | -     | -    | -    | -    | -    | -     | 5+4  |     |
| 12   | Opel         | 5         | -    | -    | -   | -     | -    | -    | -    | 1+4  | -     | -    |     |

- Note : Alessandro Fiorio n'ayant pas été déclaré pilote officiel pour la manche italienne, Fiat n'engrange pas les onze points correspondant à la septième place au classement général (quatre points) associée à la deuxième place en groupe A (sept points). De même, Opel ne marque pas les six points correspondant à la huitième place de Tchine au classement général (trois points) associée à la sixième place en groupe B (trois points) et Renault ne marque pas les sept points correspondant à la dixième place de Lupidi au classement général (un point) associée à la troisième place en groupe A (six points)[4].

### Pilotes
- Attribution des points : 20, 15, 12, 10, 8, 6, 4, 3, 2, 1 respectivement aux dix premiers de chaque épreuve.
- Seuls les sept meilleurs résultats (sur treize épreuves) sont retenus pour le décompte final des points.

| Pos. | Pilote             | Marque         | Points | M-C | SUE | POR | SAF | COR | ACR | NZ  | ARG | FIN | CIV | SAN | RAC | USA |
| ---- | ------------------ | -------------- | ------ | --- | --- | --- | --- | --- | --- | --- | --- | --- | --- | --- | --- | --- |
| 1    | Juha Kankkunen     | Peugeot        | 91     | 8   | 20  | -   | 8   | -   | 20  | 20  | -   | 15  | -   | -   |     |     |
| 2    | Markku Alén        | Lancia         | 89     | -   | 15  | -   | 12  | -   | -   | 15  | 15  | 12  | -   | 20  |     |     |
| 3    | Massimo Biasion    | Lancia         | 59     | -   | -   | -   | -   | -   | 15  | 12  | 20  | -   | -   | 12  |     |     |
| 4    | Timo Salonen       | Peugeot        | 43     | 15  | -   | -   | -   | -   | -   | 8   | -   | 20  | -   | -   |     |     |
| 5    | Björn Waldegård    | Toyota         | 40     | -   | -   | -   | 20  | -   | -   | -   | -   | -   | 20  | -   |     |     |
| 6    | Bruno Saby         | Peugeot        | 38     | 6   | -   | -   | -   | 20  | 12  | -   | -   | -   | -   | -   |     |     |
| 7    | Kenneth Eriksson   | Volkswagen     | 33     | 2   | 4   | -   | -   | 3   | 4   | 4   | 8   | -   | -   | 8   |     |     |
| 8    | Lars-Erik Torph    | Toyota         | 30     | -   | -   | -   | 15  | -   | -   | -   | -   | -   | 15  | -   |     |     |
| 9    | Mikael Ericsson    | Audi & Lancia¹ | 28     | -   | 10  | -   | -   | -   | -   | 10¹ | -   | 8¹  | -   | -   |     |     |
| 10   | Stig Blomqvist     | Peugeot        | 22     | -   | -   | -   | -   | -   | -   | -   | 12  | 10  | -   | -   |     |     |
| 10=  | Erwin Weber        | Toyota         | 22     | -   | -   | -   | 10  | -   | -   | -   | -   | -   | 12  | -   |     |     |
| 12   | Henri Toivonen     | Lancia         | 20     | 20  | -   | -   | -   | -   | -   | -   | -   | -   | -   | -   |     |     |
| 12=  | Joaquim Moutinho   | Renault        | 20     | -   | -   | 20  | -   | -   | -   | -   | -   | -   | -   | -   |     |     |
| 14   | Kalle Grundel      | Ford & Lancia¹ | 18     | -   | 12  | -   | -   | -   | -   | -   | -   | 6¹  | -   | -   |     |     |
| 15   | Rudolf Stohl       | Audi           | 16     | -   | -   | -   | -   | -   | 6   | -   | 6   | -   | 4   | -   |     |     |
| 16   | Carlos Bica        | Lancia         | 15     | -   | -   | 15  | -   | -   | -   | -   | -   | -   | -   | -   |     |     |
| 16=  | François Chatriot  | Renault        | 15     | -   | -   | -   | -   | 15  | -   | -   | -   | -   | -   | -   |     |     |
| 16=  | Dario Cerrato      | Lancia         | 15     | -   | -   | -   | -   | -   | -   | -   | -   | -   | -   | 15  |     |     |
| 19   | Hannu Mikkola      | Audi           | 12     | 12  | -   | -   | -   | -   | -   | -   | -   | -   | -   | -   |     |     |
| 19=  | Giovanni del Zoppo | Fiat           | 12     | -   | -   | 12  | -   | -   | -   | -   | -   | -   | -   | -   |     |     |
| 19=  | Yves Loubet        | Alfa Romeo     | 12     | -   | -   | -   | -   | 12  | -   | -   | -   | -   | -   | -   |     |     |
| 21   | Malcolm Wilson     | MG             | 11     | -   | -   | -   | -   | -   | -   | -   | -   | 1   | -   | 10  |     |     |
| 21=  | «Tchine»           | Opel           | 11     | -   | -   | 8   | -   | -   | -   | -   | -   | -   | -   | 3   |     |     |
| 23   | Walter Röhrl       | Audi           | 10     | 10  | -   | -   | -   | -   | -   | -   | -   | -   | -   | -   |     |     |
| 23=  | Jorge Ortigão      | Toyota         | 10     | -   | -   | 10  | -   | -   | -   | -   | -   | -   | -   | -   |     |     |
| 23=  | Jean Ragnotti      | Renault        | 10     | -   | -   | -   | -   | 10  | -   | -   | -   | -   | -   | -   |     |     |
| 23=  | Saeed Al-Hajri     | Porsche        | 10     | -   | -   | -   | -   | -   | 10  | -   | -   | -   | -   | -   |     |     |
| 23=  | Jorge Recalde      | Lancia         | 10     | -   | -   | -   | -   | -   | -   | -   | 10  | -   | -   | -   |     |     |
| 23=  | Robin Ulyate       | Toyota         | 10     | -   | -   | -   | -   | -   | -   | -   | -   | -   | 10  | -   |     |     |